# Akcja Z

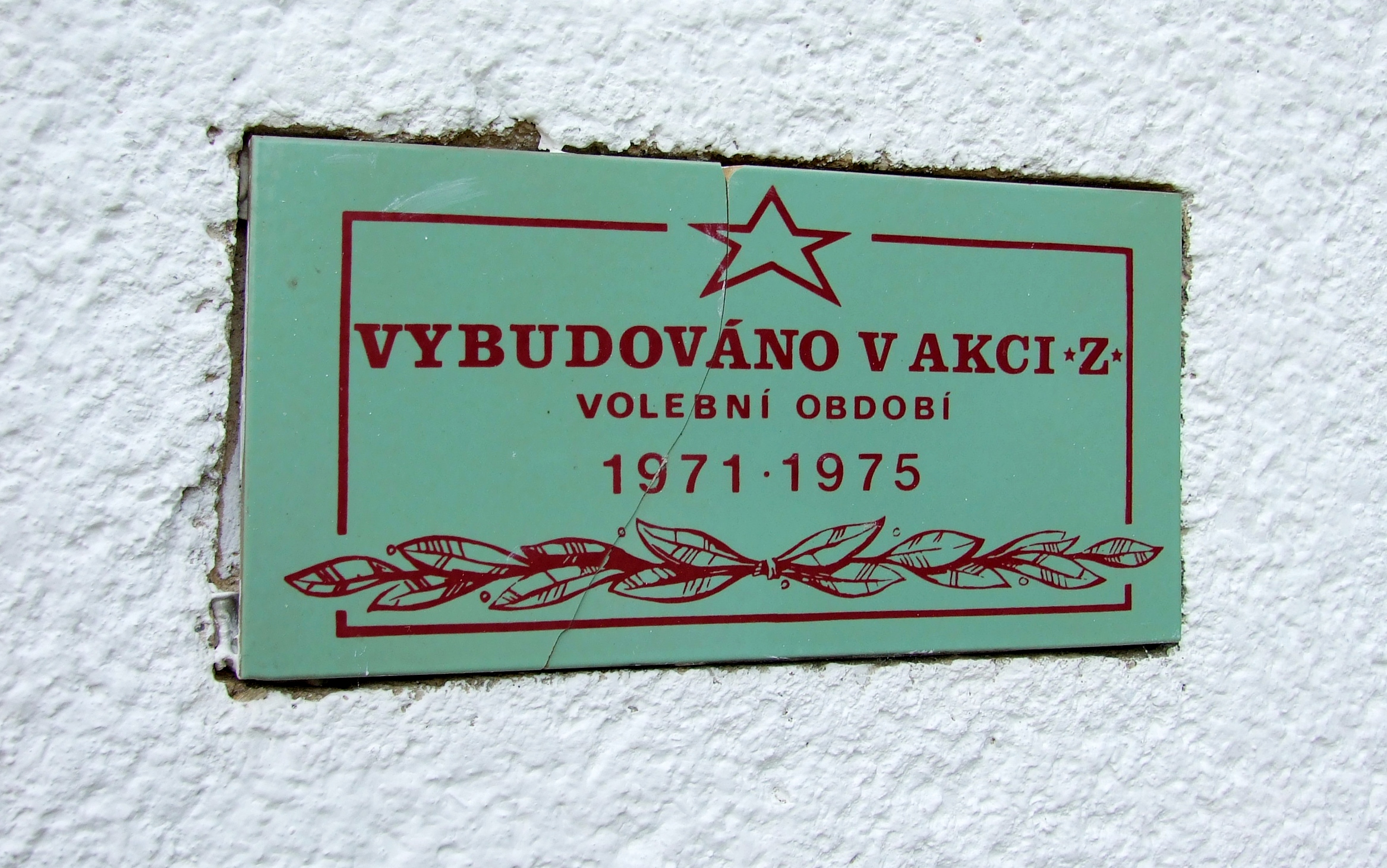
Tablica na budynku w Nenačovicach, gdzie w ramach Akcji Z uruchomiono sklep spożywczy

Akcja Z (czes. Akce Z) – w okresie komunistycznej Czechosłowacji nazywano tak nieodpłatne prace wykonywane na rzecz ogółu, zwykle w dni wolne, określane przez oficjalną propagandę jako praca ochotnicza.
Realizację Akcji Z rozpoczęto w 1959, na mocy ustawy 14/1959. Znak Z, zastosowany w nazwie akcji miał być skrótem od słowa zvelebování (ulepszenie), ale najczęściej kojarzył się ze słowem zdarma (za darmo).
Działania w ramach akcji organizowane były najczęściej przez lokalne komitety, zakłady pracy, szkoły, organizacje partyjne i młodzieżowe. W ramach Akcji Z najczęściej usuwano śmieci z miast, sadzono drzewa i budowano place zabaw. W Pradze dzięki Akcji Z powstała linia tramwajowa, prowadząca do osiedla Petřiny. Oficjalnie udział w Akcji Z był ochotniczy i dobrowolny, ale de facto obowiązek uczestnictwa wymuszano.
Pomysł Akcji Z nawiązywał do działań sowieckich "subotników", także w innych państwach bloku wschodniego realizowano tego typu przedsięwzięcia. 
Tytuł Akce Z nosi jedna z piosenek wykonywanych przez Milana Smrčkę, która przedstawia historię budowy szkoły w czasach komunistycznych.